# Ossirarus
Ossirarus is een geslacht van uitgestorven stamtetrapoden uit het Mississippien (Midden-Tournaisien) van Schotland. Het bevat als enige soort Ossirarus kierani, gebaseerd op niet in verband liggende schedel en postcraniale botten uit de Ballaganformatie in Burnmouth. Het zou een grote, puntige tabulaire hoorn hebben gehad en een aantal minder belangrijke kenmerken die met tetrapoden uit het Devoon werden gedeeld. Ossirarus werd beschreven in een studie uit 2016 die was ontworpen om de tetrapode- en stamtetrapodfauna's van Romer's Gap te vullen, een interval van het Vroeg-Carboon met weinig gewervelde fossielen. Het was een van de vijf nieuwe geslachten die in deze studie werden genoemd, samen met Aytonerpeton, Diploradus, Koilops en Perittodus.
De geslachtsnaam is een combinatie van het Latijn os, 'bot', en rarus, 'zeldzaam', een verwijzing naar de uiteengevallen toestand van het fossiel. De beschrijvers dachten overigens dat 'ossi' het meervoud was van os maar dat is ossa. De soortaanduiding eert O. Kieran en B. Kieran, leden van de gemeenschap van Burnmouth, die het project ondersteunden. Zij had correcter 'kieranorum' kunnen luiden.
Het holotype is UMZC 2016.3. Het betreft een volwassen individu.
Eén autapomorfie werd vastgesteld. Het tabulare vormt een opvallende driehoek met een hoorn met een bolle buitenrand.
Het jukbeen is basaal gebouwd met een lange achterste tak en een opgaande tak die minder dan een kwart bijdraagt aan de voorrand van de oogkas. Het tabulare heeft geen inkeping in de zijrand. Er zijn aparte exoccipitalia, het oudste bekende voorkomen van die botten. De gepaarde zijden van de wervellichamen en wervelbogen zijn niet vergroeid. De interclavicula is ruitvormig. Het opperarmbeen heeft een lange schuine tak voor de musculus pectoralis.